# Kazimierz Chrostowski
Kazimierz Ireneusz Chrostowski (ur. 25 kwietnia 1926 w Grabowie Gęsim, zm. 15 marca 1995) – polski działacz i urzędnik samorządowy, major rezerwy, naczelnik (1973–1975) i prezydent (1981–1985) Ciechanowa.

## Życiorys
Syn Stanisława i Konstancji, pochodził z rodziny szlacheckiej wywodzącej się z Chrostowa Wielkiego. Po wojnie ukończył Państwowe Gimnazjum i Liceum Ogólnokształcące dla Dorosłych im. Aleksandra Świętochowskiego w Ciechanowie oraz Szkołę Podchorążych w Szczecinie. W latach 50. został absolwentem Oficerskiej Szkoły Lotniczej w Dęblinie oraz zawodowego studium administracji na Uniwersytecie Warszawskim. Pełnił służbę wojskową m.in. jako zastępca dowódcy eskadry lotniczej, w 1956 odszedł ze służby w stopniu majora.
Pod koniec lat 40. naczelnik Powiatowego Oddziału Państwowego Urzędu Repatriacyjnego w Ciechanowie, działającego w powiatach ciechanowskim i przasnyskim. W latach 50. pracownik Powszechnej Spółdzielni Spożywców, następnie wiceprzewodniczący Powiatowej Komisji Planowania Gospodarczego oraz kierownik Referatu Kultury Prezydium Powiatowej Rady Narodowej w Ciechanowie. W 1961 wybrany przewodniczącym Prezydium Miejskiej Rady Narodowej w tym mieście. Od 1973 do 1975 pozostawał naczelnikiem, a od 1981 do 1985 prezydentem miasta Ciechanowa. Następnie pracował w administracji państwowej do przejścia na emeryturę. Działacz Polskiej Zjednoczonej Partii Robotniczej, od 1975 członek Komitetu Miejskiego PZPR w Ciechanowie. Dwukrotnie pełnił funkcję prezesa Ochotniczej Straży Pożarnej w Ciechanowie.
Pochowany na cmentarzu komunalnym w Ciechanowie.